# Benito Bause
Benito Bause (* 1991 in Warstein) ist ein deutscher Schauspieler.

## Leben
Benito Bause wuchs in Lüdenscheid (Sauerland) und Hannover auf. Sein Vater, ein Deutsch-Italiener, ist Psychiater und Neurologe, seine Mutter stammt aus Tansania und ist Kinderbuchautorin. Nach dem Abitur machte er ein Freiwilliges Soziales Jahr an der Music Academy Sansibar, wo er Deutsch- und Gitarrenunterricht gab. Nach der Lektüre eines Buchs des polnischen Theatertheoretikers und Regisseurs Jerzy Grotowski und einem Live-Theatererlebnis mit Ulrich Matthes am Deutschen Theater Berlin entschied sich Bause schließlich für eine Berufslaufbahn als Schauspieler.
Von 2013 bis Sommer 2017 studierte er Schauspiel an der Hochschule für Musik und Theater „Felix Mendelssohn Bartholdy“ in Leipzig.
Im Rahmen seines Studiums war er von Sommer 2015 bis 2017 Mitglied des Schauspielstudios am neuen theater Halle, wo er u. a. mit den Regisseuren Matthias Brenner, Nick Hartnagel und Katharina Brankatschk zusammenarbeitete. 2016 wurde er beim Theatertreffen Deutschsprachiger Schauspielstudierender mit dem Marina-Busse-Solopreis für seine Darstellung des Moritz Stiefel in Frühlings Erwachen ausgezeichnet. Außerdem erhielt er 2017 den Theaterpreis des Freundeskreises des Neuen Theaters Halle als „Bester Schauspieler der Spielzeit 2016/2017“ für seine Verkörperung des Salem („Ali“) in Rainer Werner Fassbinders Angst essen Seele auf (Regie: Matthias Brenner). Unter Brenners Regie verkörperte er am Theater Halle in der Spielzeit 2016/17 auch den Driss in einer Bühnenfassung von Ziemlich beste Freunde (von Gunnar Dressler nach dem gleichnamigen Film von Éric Toledano & Olivier Nakache). In beiden Rollen stand Bause bis 2019 weiterhin auf der Bühne des Theaters Halle.
Sein erstes Festengagement hat Bause seit der Spielzeit 2017/18 am Schauspielhaus Zürich. Dort trat er u. a. als Cyryll in Yvonne, die Burgunderprinzessin von Witold Gombrowicz, als Laertes in Hamlet (Premiere: September 2018, Regie: Barbara Frey), in dem Georg-Kreisler-Abend Ausschliesslich Inländer (Regie: Nikolaus Habjan), als Medizinstudent Morten Schwarzkopf in Buddenbrooks (2017–2018, Regie: Bastian Kraft) und als Claudio in Maß für Maß (2018, Regie: Jan Bosse) auf.
In der zwischen April 2019 und Juli 2020 im ZDF ausgestrahlten fünfteiligen TV-Reihe Gipfelstürmer – Das Berginternat spielte Bause eine der durchgehenden Hauptrollen, den Mountainbike-Coach Byron Grimm. In der ARD-Miniserie All You Need (2021) über eine Clique homosexueller Männer in Berlin spielt Bause in einer Hauptrolle den smarten Medizinstudenten Vince, der sein Coming-out bereits hinter sich hat und sein Leben genießt. Im Filmmagazin Ray schreibt Dieter Oßwald über den Auftritt: „Als großer Pluspunkt erweist sich Hauptdarsteller Benito Bause, der mit charismatischer Lässigkeit den coolen Lover mit sensiblem Kern gibt.“
In der 2022 gestarteten ZDFneo-Comedyserie Doppelhaushälfte über ungleiche Nachbarn gehört er in seiner Rolle als harmoniebedürftiger Nachbar Theo Kröger neben Milan Peschel, Minh-Khai Phan-Thi und Maryam Zaree zu den vier Hauptdarstellern. Für seine Darstellung in der Serie gewann er beim Quotenmeter-Fernsehpreis 2022 die Auszeichnung als Bester Hauptdarsteller. Im 14. Film der ZDF-Kriminalfilmreihe Spreewaldkrimi mit dem Titel Tote trauern nicht (2022) übernahm er als Pathologe Dr. Benjamin Wendt die Nachfolge der verstorbenen Dr. Marlene Seefeldt (Claudia Geisler-Bading). Seit 2024 spielt er in der ZDF-Krimireihe Sarah Kohr den Staatsanwalt Dr. Sebastian Kiemen.
Bause lebte bis April 2023 in München, bevor er nach Berlin zog.

## Filmografie (Auswahl)
- 2017–2018: Wishlist (Fernsehserie)
- 2019–2020: Gipfelstürmer – Das Berginternat (Fernsehreihe)
- 2020: Das letzte Wort (Netflix-Serie)
- 2021–2024: Neumatt (Fernsehserie)
- 2021–2022: All You Need (Fernsehserie, 11 Folgen)
- seit 2022: Doppelhaushälfte (Fernsehserie, 4 Staffeln)
- 2022: Spreewaldkrimi: Tote trauern nicht (Fernsehreihe)
- 2024: Schneekind – Ein Schwarzwaldkrimi (Fernseh-Zweiteiler)
- 2024: Sarah Kohr – Zement (Fernsehreihe)
- 2024: Sarah Kohr – Koma  (Fernsehreihe)
- 2024: Mord oder Watt? – Für Immer Matjes (Fernsehreihe)
- 2024: Stille Nacht, raue Nacht (Fernsehfilm)
- 2025: Ghosts (Fernsehserie)